# Vickers Valetta
El Vickers Valetta fue un avión de transporte militar bimotor desarrollado y producido por la empresa británica Vickers-Armstrongs Ltd. Desarrollado a partir del avión civil compacto Vickers VC.1 Viking, era un monoplano de ala media totalmente metálico con tren de aterrizaje convencional (con rueda de cola).
El desarrollo del Valetta comenzó durante los años inmediatamente posteriores a la guerra como consecuencia del interés de la Real Fuerza Aérea (RAF) en un modelo de transporte militar del Viking. Entre los requisitos estipulados para el avión estaba la necesidad de que pudiera alternar rápidamente entre diferentes tareas, incluidas las de transporte de tropas, ambulancia aérea, carguero, remolcador de planeadores y transporte de paracaidistas. Para dar cabida a estas diversas funciones, muchos de los muebles del avión fueron diseñados para poder retirarse rápidamente y sustituirse por configuraciones alternativas. Otros cambios de diseño respecto al Viking incluyeron la adopción de motores radiales Bristol Hercules 230 más potentes, un piso de cabina reforzado y un tren de aterrizaje reforzado.
Tras realizar su primer vuelo el 30 de junio de 1947, el Valetta se introdujo rápidamente en el servicio de la RAF durante el año siguiente. El modelo se convirtió rápidamente en un elemento importante de las actividades del Mando de Transporte y participó en varias operaciones militares británicas llevadas a cabo durante las décadas de 1950 y 1960, incluidas la crisis de Suez, Adén y la Emergencia Malaya. Se desarrolló aún más en múltiples variantes, incluido un modelo vip y múltiples modelos de entrenamiento. En términos más amplios, el Valetta fue la base del Vickers Varsity, un avión de entrenamiento militar especializado.

## Desarrollo

### Antecedentes
Los orígenes del Valetta están estrechamente asociados con el avión del que derivó, el Vickers VC.1 Viking, un avión de pasajeros de uso civil que a su vez se había derivado del bombardero medio Vickers Wellington de la Segunda Guerra Mundial. Durante las últimas etapas del desarrollo del Viking, éste fue sometido a extensas evaluaciones por parte de la Real Fuerza Aérea (RAF). Varios funcionarios se interesaron en ver el modelo adquirido como una variante de transporte militar dedicada con la cual equipar al Mando de Transporte de la RAF, utilizando la aeronave como un reemplazo rápido para numerosos aviones de transporte desgastados que habían servido en la Segunda Guerra Mundial.
Fue sobre la base de este interés que el Ministerio del Aire decidió formalizar el requisito, emitiendo la Especificación C.9/46, con el diseño de Vickers específicamente en mente. El autor de aviación C.F. Andrews observó que la especificación era relativamente vanguardista para la época, en particular porque requería que el avión fuera rápidamente convertible para realizar varias funciones, incluyendo transporte de tropas, ambulancia aérea, carguero, remolcador de planeadores y para lanzar paracaidistas y suministros desde el aire.

### En vuelo
El primer prototipo del Valetta, que originalmente se había construido como un Viking estándar (c/n 158), se completó durante la primera mitad de 1947. El 30 de junio de 1947, este prototipo realizó el vuelo inaugural del modelo desde Brooklands, pilotado por el piloto de pruebas de Vickers, Mutt Summers.
Aunque el nombre Valetta proviene de la capital maltesa, La Valeta (Valleta en inglés), el nombre del avión se escribe con una sola "l". El Viking y el Valetta proporcionaron la base del Varsity. El Varsity, aunque similar, era ligeramente más grande y tenía un tren de aterrizaje triciclo y estaba equipado con un distintivo compartimento debajo del fuselaje para acomodar a un bombardero y hasta 24 bombas de prácticas.

## Diseño
El Vickers Valetta era un avión de transporte militar bimotor. Las diferencias fundamentales entre el Valetta y su predecesor Viking consistían en la instalación de motores más potentes, un suelo de cabina reforzado y la presencia de un par de puertas dobles reforzadas de gran tamaño en el lateral del fuselaje para cargar y descargar mercancías. El uso de motores más potentes fue necesario en gran medida por el aumento en aproximadamente 2000 libras del peso total del avión, en comparación con el Viking. Los motores instalados en el Valetta eran un par de motores radiales Bristol Hercules 230, cada uno capaz de proporcionar hasta 2000 hp.
Para acomodar mejor su uso como avión de transporte, el Valetta fue diseñado para acomodar cargas militares de varios tamaños, incluso las relativamente voluminosas; por lo tanto, el piso interior fue diseñado para soportar hasta 1500 lb ejercidas sobre cualquier punto de contacto enfocado; este piso estaba alineado con puntos de anclaje desde los cuales asegurar las cargas. Además, muchos de los muebles interiores fueron diseñados para ser fácilmente desmontables, lo que permitía que el avión se convirtiera rápidamente entre funciones; estos muebles incluían varios estilos de asientos, un cabrestante de carga, rampas para vehículos, rodillos en el piso, aparejo de remolque de planeadores, depósitos de combustible adicionales y medidas de insonorización de las paredes laterales. Como transporte de tropas, un solo Valetta podía transportar hasta 34 soldados completamente equipados, mientras que en la configuración de ambulancia aérea se podían transportar hasta 20 personas en camilla junto con dos asistentes médicos; la configuración de paracaidistas acomodaba un máximo de 20 paracaidistas junto con nueve contenedores de suministros de 350 lb lanzables desde el aire.
Había varias disposiciones externas para el manejo de diversas cargas útiles, como el transporte de contenedores de suministro en soportes gemelos instalados debajo del fuselaje central. Para poder remolcar planeadores, el fuselaje trasero presentaba una estructura en forma de pirámide que servía tanto de punto de anclaje como de mecanismo de liberación. Para operaciones de alcance extendido se podían instalar depósitos flexibles tipo bolsa opcionales. Para acomodar cargas útiles de mayor peso que se habían previsto en las operaciones del Viking y para soportar mejor aterrizajes más duros, el tren de aterrizaje fue reforzado considerablemente.

## Historia operacional

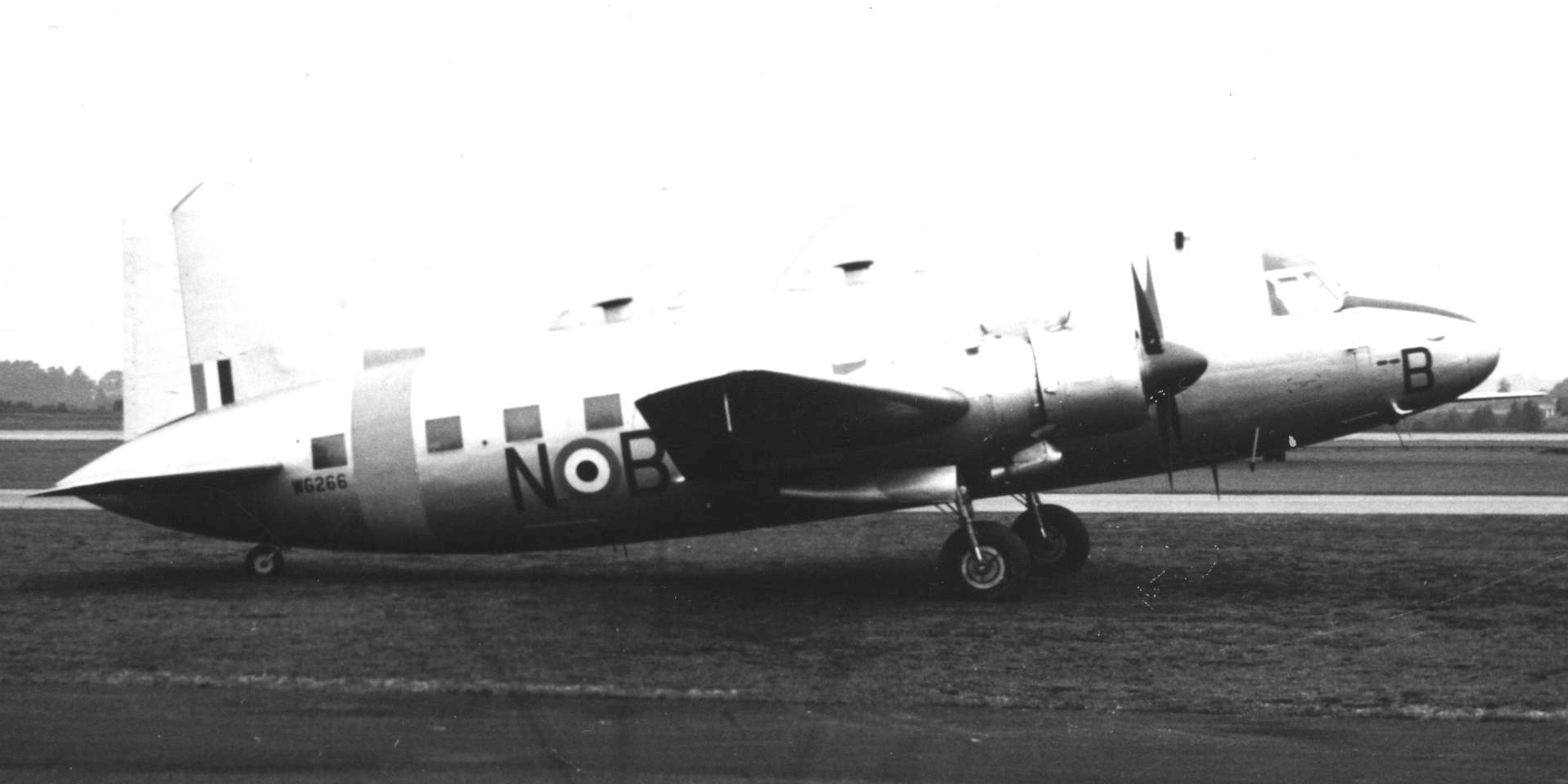
Vickers Valetta T.3 del RAF College en el aeropuerto de Blackbushe, en septiembre de 1956. Obsérvense los astrodomos y las antenas en la parte superior de la cabina para el entrenamiento de navegación.

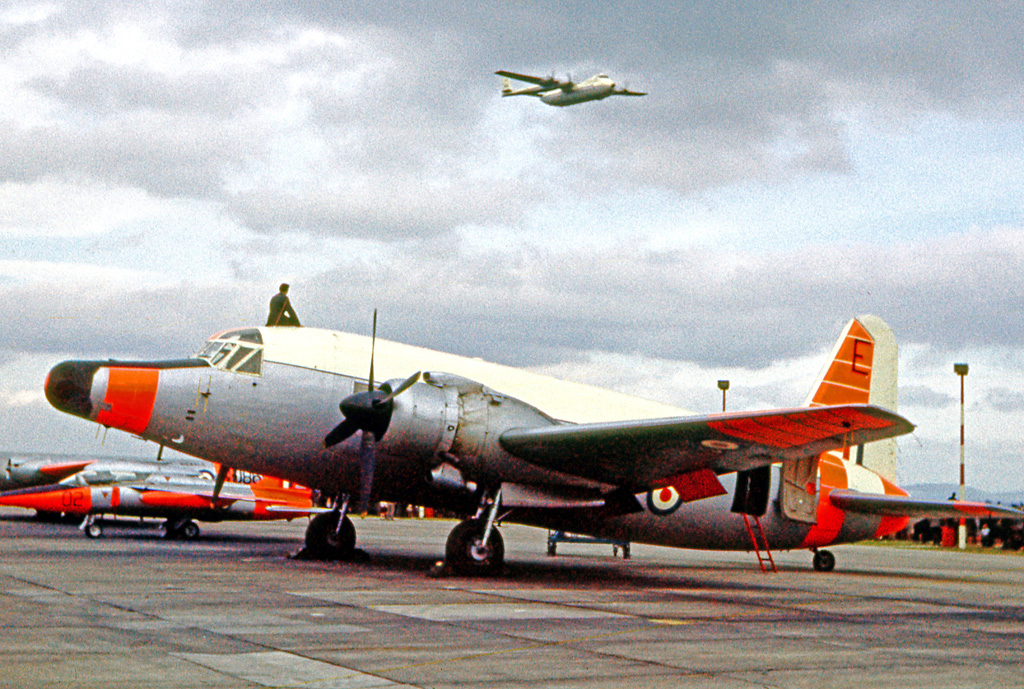
Valetta T.4 del n.° 2 ANS con morro de radar extendido.

Durante 1948, el Valetta C.1 entró en servicio con la RAF. Su llegada en grandes cantidades provocó el rápido reemplazo de los Douglas Dakota de la época de la guerra dentro del Mando de Transporte de la RAF, incluidos los numerosos escuadrones de transporte estacionados en Medio y Lejano Oriente. El Valetta se utilizó sobre zonas de conflicto activo, por ejemplo, para realizar numerosos lanzamientos en paracaídas sobre Egipto durante la crisis de Suez de 1956. El modelo apoyó frecuentemente en su capacidad de transporte una serie de otras operaciones militares británicas durante las décadas de 1950 y 1960, incluyendo la Emergencia Malaya, y Adén.
Si bien la gran mayoría de los Valetta eran del estándar C.1, también se incorporaron varias variantes especializadas. El Valetta C.2 era un transporte de pasajeros vip exclusivo, sus prestaciones eran en gran medida similares, salvo por sus capacidades de alcance extendido.
El Valetta T.3 fue construido para proporcionar un entrenador de navegación para dar servicio en el RAF College de RAF Cranwell y en las Escuelas de Navegación Aérea N.° 1 y N.° 2. Podían distinguirse visualmente de las variantes anteriores por la presencia de numerosos astrodomos en la parte superior de su fuselaje. Se entregaron 40 aviones a partir de agosto de 1951, siendo el último el WJ487 en septiembre de 1952. Un total de 18 Valetta T.3 fueron posteriormente convertidos al estándar T.4, que contaba con un morro agrandado que acomodaba una unidad de radar, lo que permitió que el modelo se utilizara para el entrenamiento de personal en la función de interceptación de aeronaves (IA).
Se modificaron varias Valetta individuales según diversos programas experimentales realizados por Vickers. Se probaron varios trenes de aterrizaje alternativos, aunque aparentemente mostraron pocos cambios en el rendimiento del manejo en tierra en comparación con la configuración estándar.

## Variantes
Valetta C.1
Transporte, 211 construidos.
Valetta C.2
Transporte VIP, 11 construidos.
Valetta T.3
Entrenador de tripulación, 40 construidos.
Valetta T.4
Convertido a partir de T.3 con radar instalado en el morro.

## Operadores
Reino Unido
- Real Fuerza Aérea

## Accidentes e incidentes
- El 18 de febrero de 1951, un Valetta de la RAF realizó un aterrizaje forzoso cerca del aeropuerto de Estocolmo-Bromma tras un fallo en un motor y problemas con la radio. La formación de hielo en el fuselaje agravó la situación. De los 22 pasajeros y tripulantes, una persona resultó muerta. El avión quedó totalmente destruido.
- El 15 de enero de 1953, un Valetta C.1 VX562 colisionó en el aire sobre el mar Mediterráneo con un Lancaster de la RAF; murieron los 19 ocupantes del Valetta y los siete tripulantes del Lancaster.[17]
- El 11 de noviembre de 1953, el VX490 desapareció mientras realizaba una prueba aérea después de partir de RAF Changi. Los siete pasajeros a bordo murieron. Se cree que el avión se destrozó durante una tormenta eléctrica.
- El 6 de enero de 1954, el Valetta T.3 WJ474 se estrelló cerca de Aldbury, Hertfordshire, durante el despegue en condiciones meteorológicas adversas desde RAF Bovingdon. El avión transportaba a un equipo de rugby y murieron 17 personas a bordo, con un superviviente.[18][19]
- El 21 de febrero de 1954, el Valetta C.1 WJ494, procedente de Hong Kong, se estrelló a 2,4 km de la base Changi de la RAF en Singapur durante una aproximación con un solo motor. Se alegó que el piloto puso en bandera el motor defectuoso equivocado mientras se aproximaba a la pista. El avión perdió altura y chocó contra unos árboles, estallando en llamas; de los doce ocupantes, tres perdieron la vida.[20]
- El 17 de abril de 1957, el Valetta C.1 VW832 se estrelló en Queria, Jordania, cinco minutos después de despegar del Aeropuerto Internacional Rey Hussein, cuando el ala izquierda se separó tras encontrar turbulencias. Las 26 personas a bordo murieron.[21]
- El 22 de agosto de 1957, el avión Valetta VX491 'Y' de la RAF se estrelló en la jungla cerca de Tanjong Malim, Malasia. Tres tripulantes de la RAF murieron, cuatro militares del 55 Coy RASC AD sobrevivieron y fueron rescatados. Posible causa: fallo de motor.

## Supervivientes

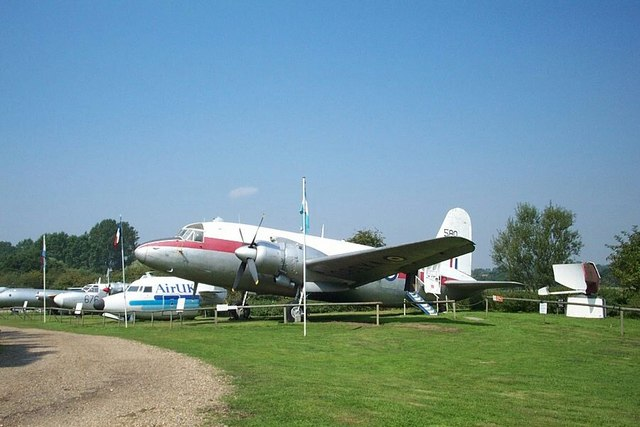
Un Valetta C.2 conservado en el Museo de Aviación de Norfolk y Suffolk.

- VX573: Valetta C.2 almacenado en el Museo de la Real Fuerza Aérea Cosford, Shropshire.[22]
- VX580: Valetta C.2 en exhibición estática en el Museo de Aviación de Norfolk y Suffolk en Flixton, Suffolk.[23][24]
- Una cabina de Valetta T.3 se exhibe en el Museo de Aeronaves de South Yorkshire, Doncaster. Si bien no existe una identificación segura de la cabina, se supone que pertenecía al WJ476.

## Apariciones notables
- Una larga secuencia de la película de 1957 "High Flight" muestra el Valetta T3 utilizado como aula de navegación volante en el RAF College Cranwell.

## Especificaciones (Vickers Valetta C.1)
Referencia datos: Vickers Aircraft since 1908

### Características generales
- Tripulación: Cuatro
- Capacidad: 34 soldados o 20 paracaidistas[26]
- Longitud: 19,2 m (62,9 ft)
- Envergadura: 27,2 m (89,2 ft)
- Altura: 6 m (19,6 ft) (cola abajo)
- Superficie alar: 81,9 m² (881,6 ft²)
- Peso vacío: 11 331 kg (24 973,5 lb)
- Peso cargado: 16 556 kg (36 489,4 lb)
- Planta motriz: 2× motor radial de 14 cilindros refrigerado por aire Bristol Hercules 230.
  - Potencia: 1500 kW (2068 HP; 2040 CV) cada uno.
- Hélices: 1× De Havilland o Rotol de cuatro palas de velocidad constante[27] por motor.
- Diámetro de la hélice: 4,04 m
- Capacidad de combustible: 3290 L[27]

### Rendimiento
- Velocidad máxima operativa (Vno): 415 km/h (258 MPH; 224 kt) a 3000 m (10 000 pies)
- Velocidad crucero (Vc): 277 km/h (172 MPH; 150 kt) a 3000 m (10 000 pies)[4][27]
- Alcance: 2350 km (1269 nmi; 1460 mi) a 3000 m (10 000 pies) y 340 km/h
- Techo de vuelo: 6600 m (21 654 ft)
- Régimen de ascenso: 6,5 m/s (1276 ft/min)
- Carrera de despegue para 15 m (50 pies): 1140 m[27]
- Distancia de aterrizaje desde 15 m (50 pies): 1303 m[27]

## Aeronaves relacionadas

### Desarrollos relacionados
- Vickers Varsity
- Vickers VC.1 Viking

### Aeronaves similares
- Ilyushin Il-12
- Sud-Ouest Bretagne

### Secuencias de designación
- Secuencia Numérica (interna de Vickers): ← 601 - 602 - 604 - 607 - 610 - 611 - 614-618 -- 634 - 635 - 636 - 637 - 638 - 639 - 640 -- 648 - 649 - 650 - 651 - 654 - 657 - 659 - 660 - 663 - 664 - 667 - 668 - 672-674 -- 725 - 726 - 728 - 729 - 730-732 - 733 - 734-742 - 743 - 744—745 - 747-749 - 754—757 →